# Борджигин
Борджигин (монг. Боржигин?, ᠪᠣᠷᠵᠢᠭᠢᠨ?) — монгольский род (обок), основателем которого источники называют Бодончара, младшего сына Алан-гоа, прародительницы монголов-нирун. Из рода Борджигин впоследствии выделились многие известные роды, такие как Тайджиут, Чонос, Барлас и другие. В этимологии этих родов слово Бор дословно означает серый цвет, но оно также подразумевает такое понятие как чистый, благородный, лучший.

## Этноним
Согласно русскоязычному переводу Л. А. Хетагурова исторического сочинения «Сборник летописей» Рашид ад-Дина, «бурджигин же по-тюркски [значит] человек, глаза которого синие». Согласно другому отрывку произведения, «значение "бурджигин" – "синеокий"». Согласно английскому переводу У. М. Такстона, название борджигин на тюркском означает кого-то с желтовато-серыми глазами («In the Turkish language borjiqin means someone with yellowish gray eyes»). Монгольский историк Болдчинсан слово борджигин растолковывал как «карие глаза» — бор (цэнхэр) нүд. Другие имя борджигинов объясняли тем, что у них были «серосияющие волчьи глаза».
Согласно Аюудайн Очиру, две составляющие слова «борджигин» — «бор» и «джигин» происходят из протоалтайского языка, из которого развилась алтайская языковая семья. Монгольское слово бор (boru) переводится как «светло-серый, серый, буланый с серым оттенком, синеватый серый». Монголы словом бөртэ также именуют волчонка. В бурятском языке, слово буртэ имеется в сочетаниях „хухэ буртэ шоно — матерый серый волк”, „буртэ-гэрхэн — серенький”, т. е. значение этого слова ~ серый. Аналогом в тюркских языках является слово böri, büri.
Под словом жигин в монгольских языках подразумевается титул родственников хаганов, а также возвеличивающий имя принца. В тюркских языках термин известен в формах сыгин и тегин. Согласно Э. Дж. Пуллиблэнку, титул тегин происходит из хуннского титула ту-ци (по переводу «Хань шу» — ‘мудрый’ или ‘достойный’). По его мнению, до тюрков титул тегин был распространен у эфталитов и древних монголов тоба. Версия происхождения этнонима «борджигин» от слов бөри «волк» и тегин «принц» получила поддержку ряда других учёных.

## Родословная Борджигинов

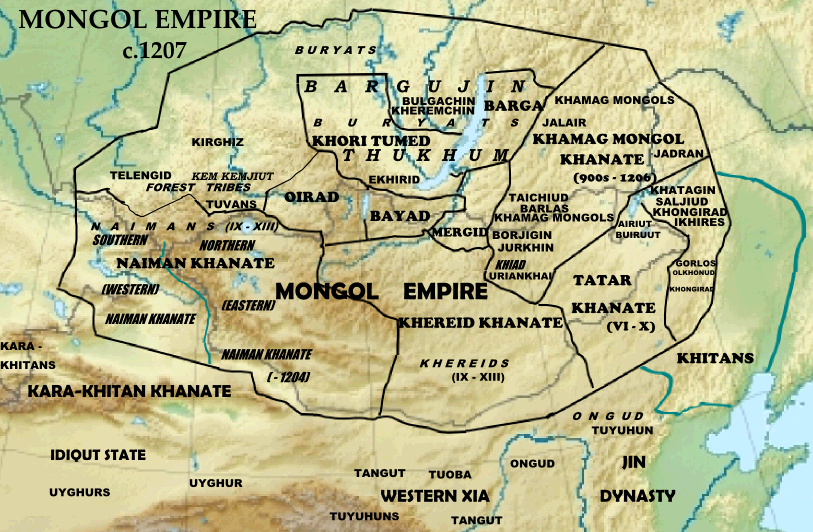
Монгольская империя в 1207 г.

На основании данных «Сокровенного сказания» («Тайной истории монголов») и «Алтан дэбтэр» («Золотой книги»), официальной истории, выдержки из которой приводит «Рашид ад-Дин, а также Алтан Тобчи» можно проследить историю рода Борджигин. Согласно «Сокровенному сказанию», их родословная восходит к легендарному предку монголов Бортэ-Чино, который переплыл море Тенгис и поселился у берегов реки Онон, на горе Бурхан-Халдун. Под морем Тенгис, согласно ряду источников, подразумевалось озеро Байкал.
Позднейшие монгольские источники, подчиняясь буддийской историографической традиции, выводили предка Чингисхана Бортэ-Чино из Индии и Тибета, из той страны, откуда к монголам пришла их новая буддийская вера. Подробно данное предание описано в «Алтан Тобчи». Согласно данной легенде, Бортэ-Чино происходил из Золотого рода Маха Самади. П. Б. Коновалов в трактовке Бортэ-Чино, легендарного предка монголов, как сына тибетского правителя усматривает древние генетические связи предков монголов с племенами жун, часть которых явилась и предками тибетских племен.
Основателем рода Борджигин стал потомок Бортэ-Чино, сын Алан-гоа, по имени Бодончар. Сыновьями Бодончара, родившегося, согласно монгольскому историку Х. Пэрлээ, в 970 году, были Хабичи-баатур (у Рашид ад-Дина он назван Бука) и Бааридай, давший начало роду Баарин, в котором родился сподвижник Чингисхана Хорчи. Сыном Бааридая был Чидухул-Боко. Сыновья Чидухул-Боко стали основателями рода Менен-Баарин (Манан-Баарин). От Джадарадая, приёмного сына Бодончара, пошёл род Джадаран. Из этого рода происходил Джамуха, побратим (анда) и соперник Тэмуджина. От другого приёмного сына Чжоуредая (Буктая) происходит род Чжоуреид.
- От Хабичи-баатура родился Мэнэн-Тудун (Дутум-Мэнэн).

У Мэнэн-Тудуна было семеро сыновей: Хачи-хулэг (Хачи-Кулюк), Хачин, Хачиу, Хачула, Хачиун, Харандай и Начин-баатур.
- Сыном Хачи-Кулюка был Хайду (у Рашид ад-Дина Хайду назван сыном Дутум-Мэнэна[21]).
- Сыном Хачина был Ноягидай, от него пошёл род Ноякин.
- Сын Хачиу — Барулатай, от него, а также сыновей Хачулы Еке-Барула и Учуган-Барула пошёл род Барулас и его ответвления: Эрдемту Барулас и Тодоен-Барулас.
- Дети Харандая — основатели рода Будаад.
- У Хачиуна был сын, по имени Адаркидай. От него пошел род Адаркин.
- Сыновьями Начин-баатура были Уруудай и Мангутай, основатели родов Урууд и Мангуд.
- У Начин-Баатура от первой, старшей жены родились еще Шичжуудай и Дохолодай, основатели родов Сиджиут[6] и Дуглат[22].

У Хайду было три сына: Байшинхор-Догшин (букв. свирепый Байшинхор), Чирхай-Лянхуа (Чарахай-Линху, Чаракэ-лингум) и Чаочжин-Ортегай.
- От Байшинхор-Догшина родился Тумбинай-Сэцэн (мудрый).
- Сыном Чарахай-Линху, согласно «Сокровенному сказанию», был Сэнгун-билэг (Сенгун-Билге), а его сыном — Амбагай-хан, бывший правителем монголов после Хабул-хана. Они образовали род Тайджиут. От Амбагай-хана произошли Хадаан-тайши, Таргутай-Кирилтух, Тудугэн Хирд. По Рашид ад-Дину, сыновьями Чаракэ-лингума были Улукчин-чинэ, Гэнду-чинэ и Суркудуку-чинэ. От первых двух произошёл род Чинос (Чонос); сыном третьего был Амбагай-хан[23].
- Потомка Чарахай-Линху, происшедшего от его снохи, звали Бесутай. Отсюда идет род Бесуд. От сыновей Чаочжин-Ортегая пошли роды: Оронар, Хонхотан, Арулад, Сонид, Хабтурхас, Генигес[14] и Кэит[8] (Гийд)[24]. Согласно Рашид ад-Дину, потомки Джаучина (Чаочжина) основали роды Хартакан (Арикан) и Сиджиут[25].

Сыном Тумбинай-Сэцэна был Хабул-хан, первый хан всех монголов (Хамаг Монгол) (1101 — 1148). Потомки Хабул-хана — род Кият (Хиад). Хабул-хан в 1147 году разбил войска империи Цзинь, захватил 27 укреплений и заставил цзиньцев платить дань. Другой сын Тумбинай-Сэцэна — Сим-Сечуле. По Рашид ад-Дину, основателем рода Дуклат стал сын Тумбинэ-хана, по имени Булджар (Бурулджар-Дуклаин).
У Хабул-хана было семеро сыновей: Охин-бархаг (Укин-Баркак) (замучен чжуржчэнями), Бартан-баатур (Гордый баатур), Хутагт-Монхор (Хутухту-Мунгур), Хутула-хан, Хулан, Хадаан и Тодоен-отчигин.
- От Охин-бархага родились Хутухту-Джурки, и далее Сэче-беки и Тайчу, основатели рода Джуркин (Жүрхэн).
- У Бартан-баатура, деда (эбугэ) Тэмуджина, от старшей жены Сунигул было четыре сына: Мэнгэту-хиан (Мунгэту-Киян), Некун-тайджи (у Рашид ад-Дина — Нэкун-тайши), Есугэй (отец Чингисхана, 1134 — 1171) и Даритай-отчигин. От потомков Некун-тайджи происходит род Нир-хойин.
- От Хутухту-Мангура родился Бури-Боко; от Хутула-хана, кто по завещанию Амбагай-хана унаследовал всемонгольский престол, родились Джочи, Хирамгу (Гирмау), Алтан, давшие начало роду Уджэгэд.
- Сын Хулан-баатура — Еке-Церен.

Есугэй-баатур с помощью своих братьев Некун-тайчжи и Даритай-отчигина отнял невесту у меркита Эке-Чиледу. Это была Оэлун из рода Олхонут. Потомки Есугэя — род Кият-Борджигин (Хиад-Боржигин).
- У Есугэя и Оэлун родились сыновья Тэмуджин (ок. 1155 или 1162 — 25 августа 1227), Хасар (1164 — 1220), Хачиун и Тэмугэ-отчигин;
- У Есугэя и Сочихэл родились Бектер и Бельгутей (1164 — 1255).
- От брата Чингисхана Хасара родились Егу (Егэлэй), Есунгэ-Энхтумур, Тогтонгаа, Багтагдар, Халарч. От Есунгэ-Энхтумура родились Шатар шид тайж, Бабуш, Билгуун тайжи и Хонгор. От Хонгора родились Бамбухор тайжи, Оргонтумур, Баяртумур и Бурнээ сэцэн, а также Агсалгалтай тайжи, от которого родились Аругтумур и Уругтумур, которые правили в клане Хошууд ойратов.
- От брата Чингисхана Хачиуна родились Элжигтэй (Эльчидай), Цахула, Холхур, Тулунэ.
- От брата Чингисхана Тэмугэ-отчигина родились Одон (буквально «звездный»), Зэбгэн, Сэдэх, Асидай, Цэчил, Долич, Ородай, Байхуу.

### Внешний облик
Портреты времён династии Юань.

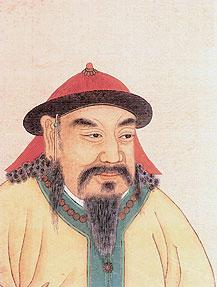
Есугей
Чингисхан
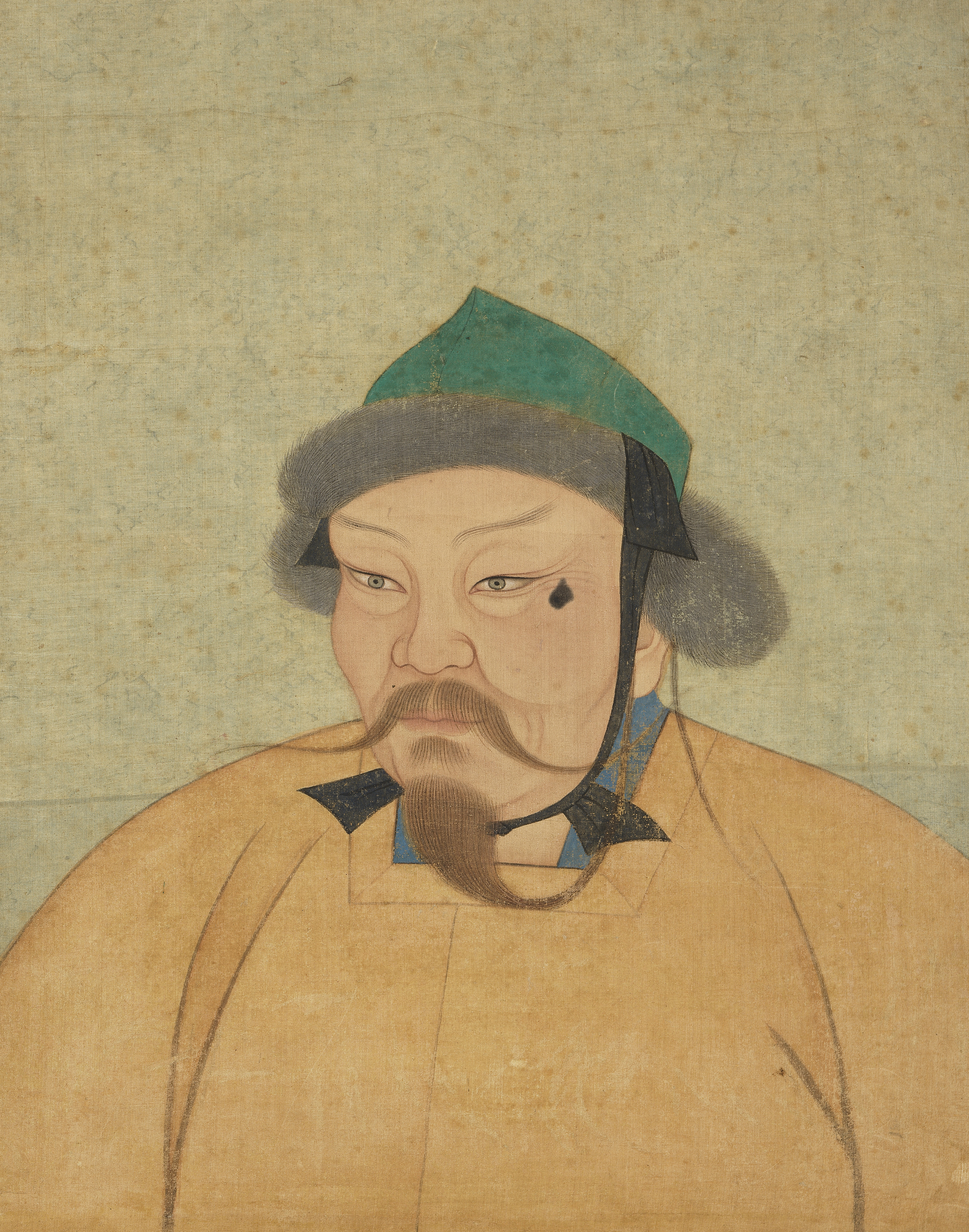
Угэдэй
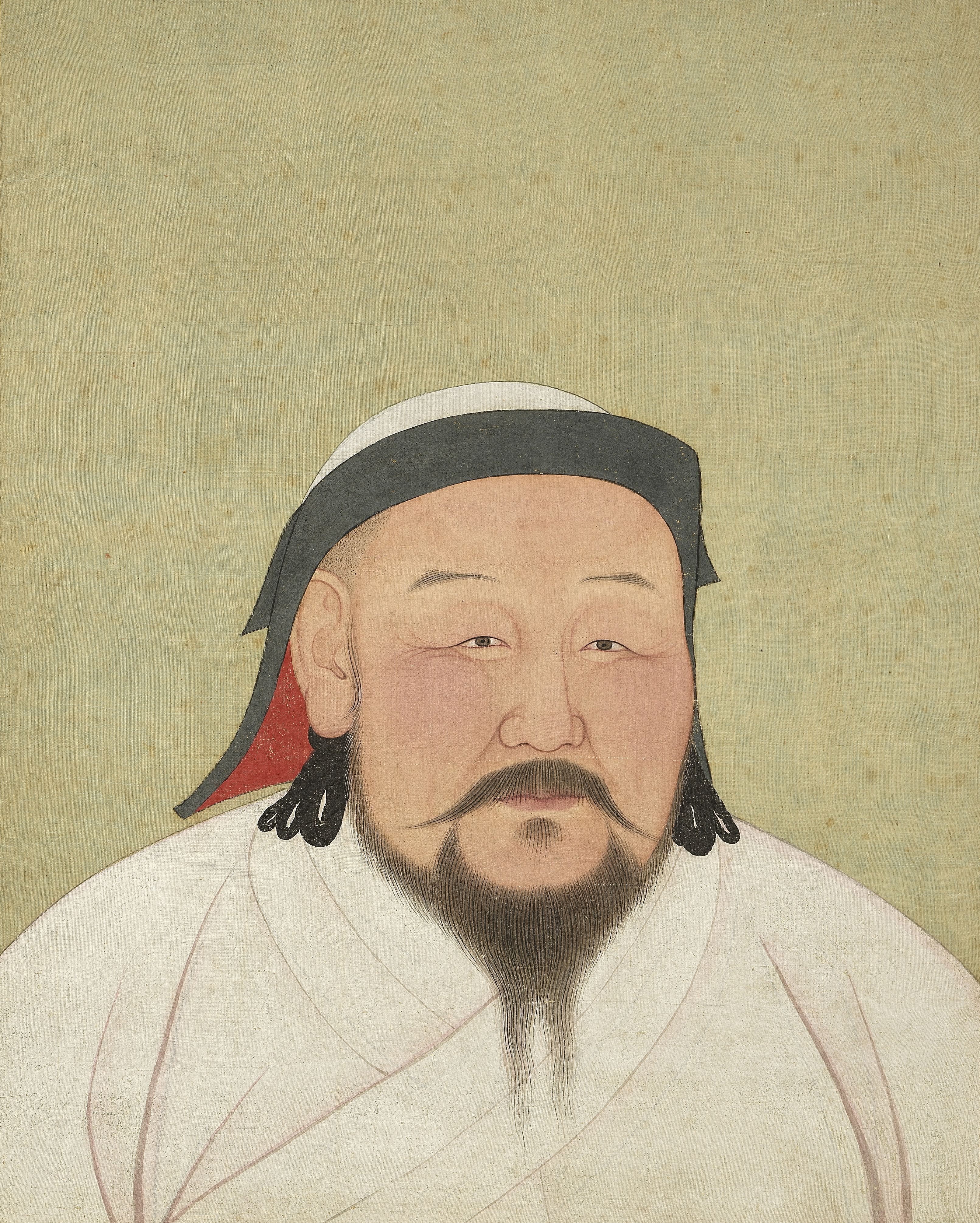
Хубилай
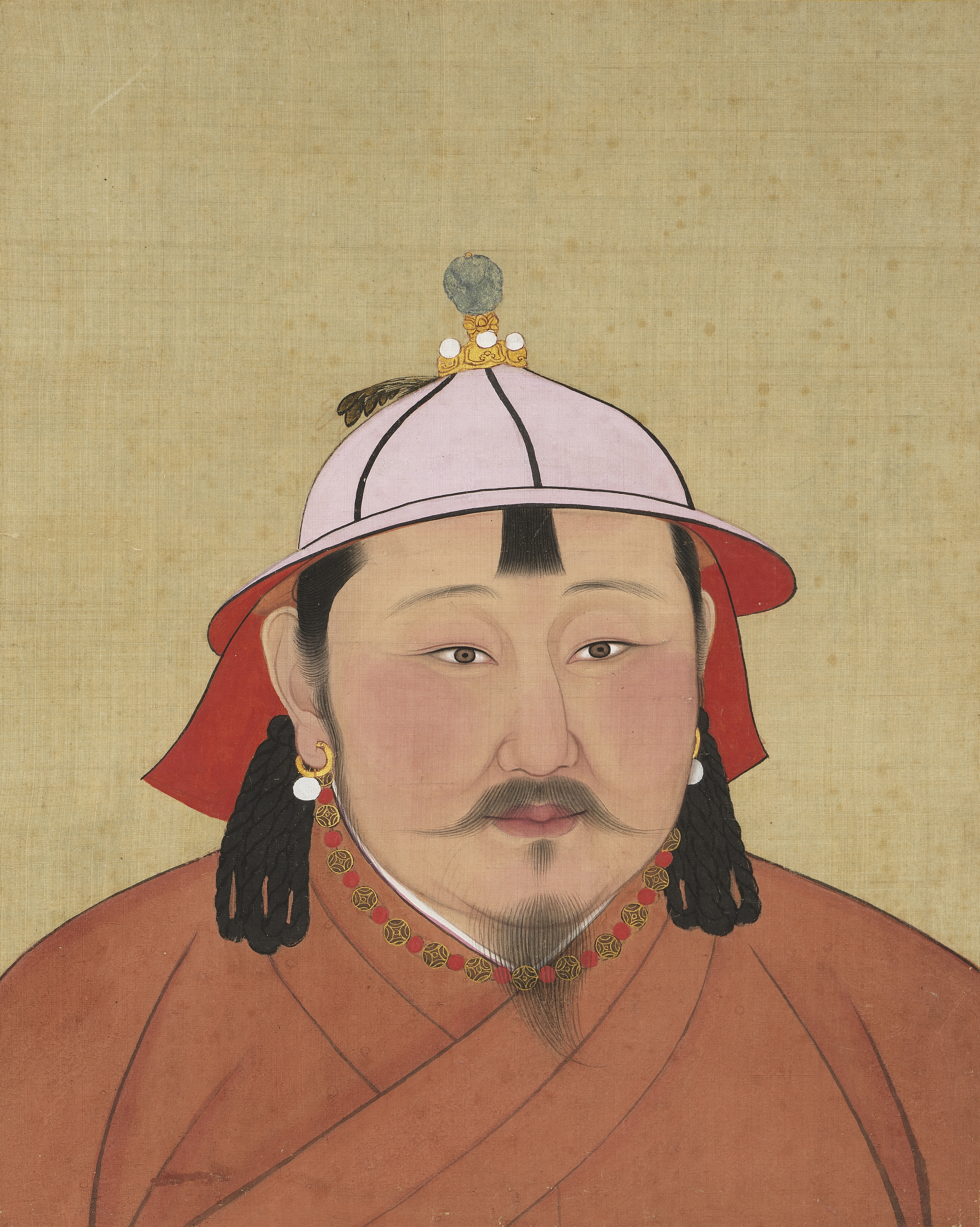
Тэмур
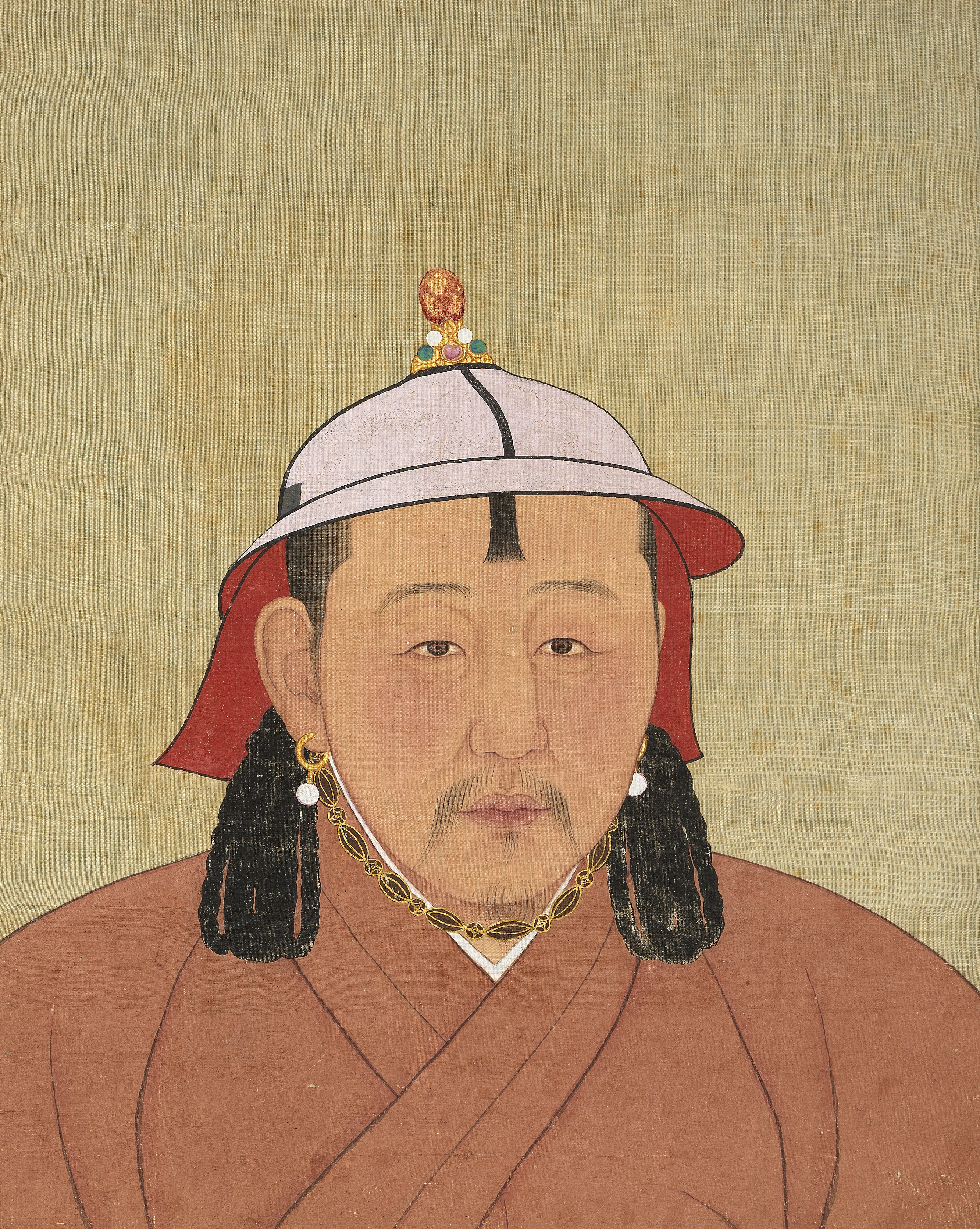
Хайсан
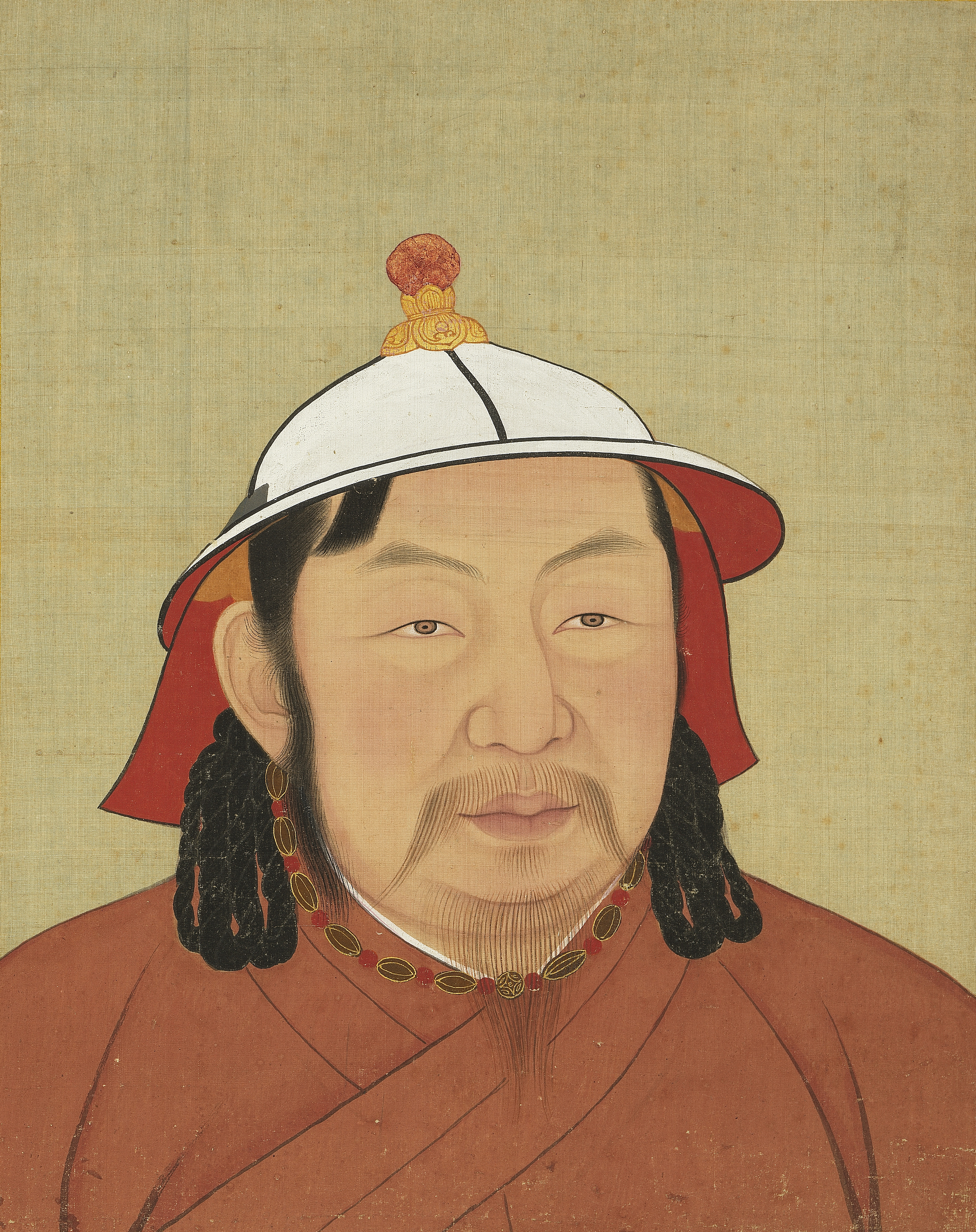
Аюрбарибада

Как писал Г. В. Вернадский, не существует надёжного описания внешности Чингисхана. Одним из немногих источников, содержащих сведения о наружности Чингисхана, является труд посла Южной Сун Чжао Хуна Мэн-да бэй-лу, составленный им во время его визита в Северный Китай в 1221 году.

Что касается татарского владетеля Тэмoджина, то он высокого и величественного роста, с обширным лбом и длинной бородой. Личность воинственная и сильная. [Это] то, чем [он] отличается от других.— 
Косвенные свидетельства о внешности Чингиса содержатся также в «Книге о разнообразии мира» Марко Поло. Опираясь, очевидно, на сообщения современников монгольского хана, Марко Поло сообщал о внешнем сходстве Чингисхана с его внуком Хубилаем. При этом самого Хубилая Марко Поло описывал следующим образом:

«Великий государь царей Хубилай-хан с виду вот какой: роста хорошего, не мал и не велик, среднего роста; толст в меру и сложен хорошо; лицом бел и, как роза, румян; глаза черные, славные, и нос хорош, как следует».— 
Считая сведения Марко Поло достаточно надёжными, монгольский учёный Сайшал на их основании так реконструировал внешний облик Чингисхана:

«Основываясь на прямых и косвенных свидетельствах наших источников, внешний облик Чингисхана в молодости в общем представляется следующим: высокий, гладкий лоб, красивое, крупного овала (квадрата) белое с румянцем лицо, густые черные брови, довольно высокий, ровный нос, черные со светло-коричневым оттенком и огненным блеском глаза, широкие, плоские уши; телосложения крепкого, плечистый с сильными руками, осанка величественная, присущая могущественным вождям».— 
Существует портрет Чингисхана, выполненный китайским художником в серии портретов монгольских императоров в Императорском дворце в Пекине. Все детали головного убора и одежды каждого императора, по мнению Г. В. Вернадского, кажутся достоверными. Предположительно, изображение лица в каждом случае опиралось либо на достоверные описания, либо на рисунки времён правления этих императоров.
В «Сокровенном сказании монголов» даны поэто-мифологические характеристики внешности Тэмуджина: «Во взгляде — огонь, а лицо — что заря». По мнению Е. И. Кычанова, они носят сакральный характер и указывают на «божественное происхождение».
Согласно «Сборнику летописей»: «Значение «бурджигин» — «синеокий», и, как это ни странно, те потомки, которые до настоящего времени произошли от Есугэй-бахадура, его детей и уруга его, по большей части синеоки и рыжи. Это объясняется тем, что Алан-Гоа в то время, когда забеременела, сказала: «[По ночам] перед моими очами [вдруг] появляется сияние в образе человека рыжего и синеокого, и уходит!». Так как еще в восьмом колене, которым является Есугэй-бахадур, обнаруживают этот отличительный признак, а согласно их [монголов] словам, он является знаком царской власти детей Алан-Гоа, о котором она говорила, то подобная внешность была доказательством правдивости ее слов и достоверности и очевидности этого обстоятельства».
Легенда о непорочном зачатии Алан-гоа из «Сокровенного сказания монголов» и предание из «Сборника летописей» о беременности Алан-гоа от луча света, согласно Б. Р. Зориктуеву, отражают официальный заказ властвующей элиты для создания «идеи о небесном мандате монгольского хана на правление земной империей».
Л. Н. Гумилёв необычную внешность борджигинов объяснял мутацией в рамках теории пассионарности: «мутация сказалась не только на психике, но и на деталях наружности Борджигинов». Е. И. Кычанов отличительные черты во внешности борджигинов объяснял тем, что среди племён шивэй, из которых вышли древние монголы, были хуантоу (желтоголовые) шивэй. Существует версия происхождения Бодончара от Маалиха, слуги в доме Алан-гоа. Маалих, согласно «Сокровенному сказанию монголов», был выходцем из монгольского племени баяуд. Согласно альтернативному предположению И. Н. Березина, отец младших сыновей Алан-гоа мог быть кыргызом или, как предполагал Е. И. Кычанов, выходцем из «омонголившегося» кыргызского рода. При этом в современных исследованиях генетиков отмечается принадлежность предков борджигинов к гаплогруппе C2 и, таким образом, опровергается предположение И. Н. Березина. Гаплогруппа C2, как отмечено в работах по популяционной генетике, маркирует демографическую экспансию монголоязычных популяций Центральной Азии. Проведённое в 2016 году исследование останков нескольких представителей семьи монгольских императоров показало, что они имели гаплогруппу R1b.

## История

Расширение Монгольской империи с 1206 по 1294 гг.

Борджигины — нойоны золотого рода, основу которому положил Бодончар, имели высокий авторитет и влияние: в XIII—XIV веках они правили Монгольской империей, а со второй половины XIV века по XVII век включительно — Восточной Монголией. Разделение Чингисханом Монголии в собственность своим детям и братьям в начале XIII века положило начало наследованию его потомками определенной части населения и территории страны в последующие исторические периоды.
Во второй половине XIII века начался распад Монгольской империи на улусы, во главе которых стояли чингизиды. Крупнейшими осколками империи стали империя Юань, улус Джучи (Золотая Орда), государство Хулагуидов и Чагатайский улус.
В период цинского владычества большинство местных правителей в Монголии составляли борджигиды, хотя права аристократов из рода борджигин в управлении государством были значительно урезаны. Все борджигиды-тайджи этого времени по своему происхождению являются потомками Чингисхана и его братьев. В XVIII и начале XX века тайджи из рода борджигин разделились на две части: тайджи-родственники и тайджи-подданные. Прямые потомки Чингисхана именовались тайджами-родственниками, потомки его братьев звались тайджами-подданными.

### Удельные владения тайджей из рода борджигин в XVIII—XX вв.

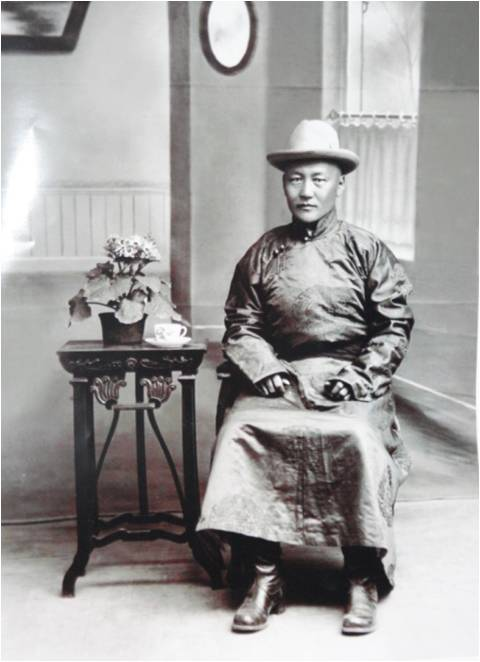
Сэцэн-хан Навааннэрэн

Потомки Гэрэсэндзэ, младшего сына Батумунху Даян-хана, прямого потомка Тулуя, младшего сына Чингисхана, были владетельными князьями-дзасаками 83 хошунов халхаских Тушээтухановского, Сэцэнхановского, Дзасагтухановского и Сайнноенхановского аймаков, Кукунорского аймака, а также одного хошуна правого крыла Халхи Дзу-Удинского и одного хошуна правого крыла Халхи Уланцабского сеймов Внутренней Монголии, всего 86 хошунов. Потомки Барсболда, третьего сына Батумунху Даян-хана, правили семью ордосскими хошунами сейма Их-Дзу и одним хошуном правого крыла тумэтов Зостинского сейма Внутренней Монголии. Потомки Турболда, старшего сына Батумунху Даян-хана, владели 16 хошунами: восемью цахарскими, по два хошуна хуучит, узэмчинов и сунитов Силингольского и по одному хошуну аохан и найман Дзу-Удинского сеймов. Потомки Алчуболда, пятого сына Даян-хана, были дзасаками двух бааринских и двух джарутских хошунов Дзу-Удинского сейма; шестого сына Очирболда — хошуна хэшигтэн этого сейма.
Потомки Хабуту Хасара, брата Чингисхана, были правителями 42 хошунов, в том числе шести хорчинских, одного джалаитского, одного дербетского (дурбэтского), двух горлосских хошунов Джиримского; хошуна ар хорчин Дзу-Удинского; хошунов дурвэн хүүхэд; муу мянган и трех уратских; алашаньского хошуна Уланцабского сеймов Внутренней Монголии; 21 хошунов хошутского аймака Кукунора; одного хошутского хошуна Кобдоского наместничества Северной Монголии; трех хошунов сейма Бат Сэтгэлт хошутов «Срединной дороги» Унэн сужигту дзасака, подвластного Илийскому цзянзюну Синьцзяна.
Потомки Бух Бэлгутэя, брата Чингисхана, были правителями двух авгутских и двух хошунов авганар Силингольского сейма Внутренней Монголии. Потомки Хачиуна стали правителями двух хошунов оннигуд (онглигуд) Дзу-Удинского сейма Внутренней Монголии. Таким образом, в XVII и начале XX веков дзасаки 163 хошунов монголов Северной и Южной Монголии, Кукунора, Синьцзяна и Илийского края были борджигидами, что составляло 70% всех монгольских хошунов, указанных выше мест. Помимо этого тайджи четырех степеней этих хошунов также принадлежали к роду борджигин, т. е. род был распространен во всех этих хошунах. Борджигиды также компактно проживали в хошуне Боржигин Сэцэн дзасака халхаского Сэцэнхановского аймака (ныне сомоны Даланжаргалан, Айраг, Их Хэт Восточно-Гобийского аймака; сомоны Баянжаргалан, Говь-угтаал, Цагаандэлгэр Средне-Гобийского аймака; сомон Баянжаргалан Центрального аймака и Говьсүмбэр аймак).

## Современность

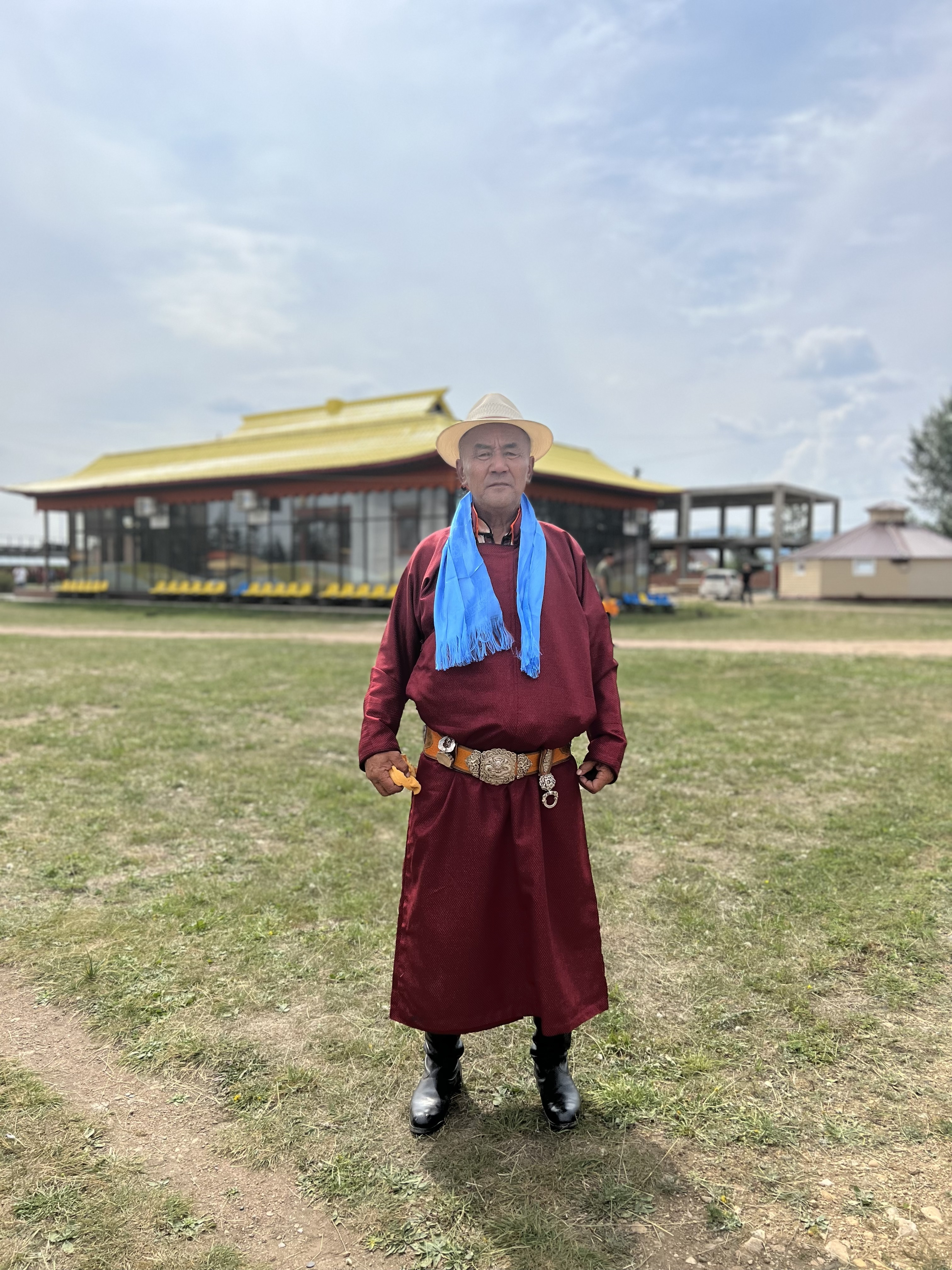
Халха-монгол из рода борджигин. Паломник из Монголии в Иволгинском дацане, Бурятия.

В настоящее время в Монголии насчитывается более 700 тыс. носителей родовой фамилии Боржигон (Боржигин, Боржгон, Боржгин) с учётом ответвлений (Хиад Боржигон, Боржигон Тайж и др.). Потомки борджигинов ныне также проживают на территории Внутренней Монголии, Бурятии и Калмыкии. Борджигины (боржигины) входят в состав халха-монголов, увэр-монголов, хотогойтов (род боржигон), дербетов (род боржигод), узумчинов (род боржигон), хазарейцев (племя борджигай) и других монгольских народов. Среди булагатов, субэтноса бурят, известен род боржигон далахай, отмеченный в составе кудинских и тункинских бурят.
В процентном соотношении около 21,5 % населения Монголии являются носителями фамилии Боржигон. Данное соотношение подтверждается генетическими исследованиями. Согласно работе М. В. Деренко, частоты кластера гаплотипов чингизидов зарегистрированы у 35 % монголов. При этом центральный гаплотип, соответствующий мужской линии Чингисхана, выявлен в изученных выборках практически у каждого четвертого монгола (24 %).
Потомки борджигинов среди бурят. Представители рода борджигин, хиад-боржигин среди бурят восходят к Окин Тайши, внуку Цогто Тайши, потомку Даян-хана. Родословная самого Даян-хана восходит к Хубилаю и Толую. Кроме чингизидов в Бурятии проживают родственники Окина по материнской линии, пришедшие вместе с ним. Они являются потомками Бельгутэя, брата Чингисхана. Окин Тайши является родоначальником бурятского племени сонгол. Потомки Бельгутэя правили племенами абгад, абаганад, табангуд. Баян Барджигар, потомок Бельгутэя, был сподвижником Окин Тайши и его родственником по матери. Они прикочевали из Халхи на территорию современной южной Бурятии (Бичурский, Кяхтинский, Селенгинский районы). Баян Барджигар — родоначальник таких родов, как тэмдэгтэн, табантан и табдайтан.
Потомки борджигинов среди ойратов. Борджигины, хиад-боржигины среди калмыков и других ойратских народов происходят от Хабуту-Хасара (калм. Хавт Хаср). Сказания о дербен-ойратах, в которых описывается генеалогия знатных родов, показывает, что хошутские князья, а следовательно, и их современные потомки ведут свой род от брата Чингисхана Хабуту-Хасара. Род хошутских борджигинов, проживающих в Китае и Монголии, известен под названием — хайртынхан, в Калмыкии под названием — зээснгуд (зяяснгуд).
Потомком Хабуту-Хасара являлся хошутский тайши Хан-Нойон Хонгор, отец знаменитых «пятерых тигров»: Байбагас-Батура, Кундулен-Убуши, Гуши-хана, Засакту-Чинг-Батура и Буян-Хатун-Батура.
Другие ветви. Во Внутренней Монголии зафиксированы носители родовых имен: генигес, гэид, оронар, хабтурхас, уриед (предположительно, потомки чжоуреид либо джурьят). Среди эвенков Аологуя, проживающих на территории Эвенкийского хошуна городского округа Хулун-Буир Внутренней Монголии, зафиксирован род хартакун. В Монголии известны носители родовых фамилий Бодончар, Гэрсэнз, Жадаран (Жадран), Жүрхэн (Жүрхин, Журхин), Адархин, Хартахан, Ариган, Гэнигэс, Хэйд, Хийд. Потомки таких ветвей борджигинов как баарин, ноёхон, барулас, будаат, урут, мангут, тайчиут, бэсут, хонхотан, чонос, арулат, хиад, сунит, сиджиут, дулат, уджиэт встречаются в составе монгольских народов на территории Монголии, Внутренней Монголии, Бурятии, Калмыкии, а также на остальных территориях традиционного проживания монгольских народов.
В числе современных ветвей борджигинов упоминаются засгийнхан, мэнглиг (ветвь хонхотанов), нуцгэд (ветвь бааринов), тайж (тайж нар, тайджи), хунтайджи, чулуун, таргуд (ветвь тайчиутов), боролдой. Также в Монголии зарегистрированы представители рода зайсанов кости борджигид, рода борджигин кости хардал, рода борджигин кости хиа нар.

### Родовые фамилии борджигинов
В Монголии кроме собственно боржигон проживают носители следующих родовых имен:
А: ааг боржигон, авга боржигон, агт боржигон, агь боржигон, айраг боржигон, алаг боржигон, алтай боржигон, алтан боржигон, ам боржигон, ан боржигон, анч боржигон, анчин боржигон, ар боржигон, асуд боржигон, асууд боржигон, аянч боржигон;
Б: баржиг, баржиган, баржигон, бборжгин, бборжгон, бборжигин, бборжигон, борж, боржган, боржгид, боржгин, боржгод, боржгон, боржи, боржиг, боржиган, боржигандай, боржиги, боржигид, боржигийн, боржигин, боржигина, боржигинб, боржигинг, боржигине, боржигинд, боржигини, боржигинл, боржигинм, боржигино, боржигинод, боржигинп, боржигинт, боржигинц, боржигинч, боржигины, боржигит, боржиго, боржигог, боржигод, боржигон, боржигона, боржигонб, боржигонв, боржигонг, боржигонд, боржигондай, боржигони, боржигонл, боржигонм, боржигонн, боржигоно, боржигонод, боржигонон, боржигонп, боржигонсо, боржигонт, боржигонууд, боржигонф, боржигонхон, боржигонъ, боржигонэ, боржигор, боржигот, боржигоч, боржигөд, боржигөн, боржигуд, боржигун, боржигүн, боржигэд, боржигэн, боржид, боржиин, боржин, боржинон, боржион, боржит, боржог, боржогин, боржогон, боржу, боржугин, борч, борчгин, борчгон, борчи, борчиг, борчигин, борчиго, борчигон, борчид, борчин, бөржигин, бөржигон, буржигин;
Б-А: боржигон алаг, боржигон алтай, боржигон анчин, боржигон ар, боржигон асуд;
Б-Б: баавгай боржигон, баатар боржигон, бага боржигон, байц боржигон, бар боржигон, барлаг боржигон, барс боржигон, баруун боржигон, бат боржигон, баян боржигон, бичигт боржигон, бичээч боржигон, богд боржигон, бор боржигон, боржигон баавгай, боржигон баатар, боржигон бар, боржигон бат, боржигон баян, боржигон бичээч, боржигон богд, боржигон бор, боржигон бөө, боржигон бөрт, боржигон бөуд, боржигон бөүд, боржигон буд, боржигон будан, боржигон булаг, боржигон булгадар, боржигон булган, боржигон буриад, боржигон буурал, боржигон буян, боржигон буянт, боржигон бүд, боржигон бүдүүн, боржигон бүл, боржигон бүргэд, боржигон бүүвэй, боржигон бэл, боржигон бэрх, боржигон бэсүд, боржигон бэсүүд, боржигон бямба, бөө боржигон, бөрт боржигон, бөртэ боржигон, бөуд боржигон, бөүд боржигон, бөх боржигон, бөэд боржигон, буд боржигон, будан боржигон, булган боржигон, буриад боржигон, буурал боржигон, бух боржигон, буянт боржигон, бүд боржигон, бүдүүн боржигон, бүүвэй боржигон, бэсүд боржигон, бэсүүд боржигон, бэрх боржигон;
Б-В: боржигон ван;
Б-Г: боржигон газарч, боржигон гал, боржигон галт, боржигон ганжуур, боржигон го, боржигон гол, боржигон гоо, боржигон гоц, боржигон гөрөөчин, боржигон гүн, боржигон гэгээн, боржигон гэсгүй;
Б-Д: боржигон да, боржигон даваа, боржигон далай, боржигон дамдин, боржигон дархан, боржигон дархчууд, боржигон дарь, боржигон дов, боржигон догшин, боржигон долоо, боржигон долоон, боржигон долоот, боржигон дорги, боржигон дотно, боржигон дуран, боржигон дэлдэн, боржигон дээд, боржигон дээж;
Б-Ж: боржигон жа, боржигон жаа, боржигон жамц, боржигон жаргал, боржигон жаргалан, боржигон жаргалант, боржигон живаа, боржигон жим, боржигон жинчин;
Б-З: боржигон заан, боржигон зайсан, боржигон залаа, боржигон занги, боржигон засаг, боржигон захирагч, боржигон зузаан, боржигон зурагчин, боржигон зурхайч, боржигон зуу, боржигон зуут, боржигон зээ;
Б-И: боржигон идэр, боржигон их, боржигон иш;
Б-Л: боржигон лорой, боржигон луу;
Б-М: боржигон малж, боржигон марал, боржигон модун, боржигон монгол, боржигон морьт, боржигон морьтон, боржигон мөнх, боржигон мянгад, боржигон мянган;
Б-Н: боржигон нар, боржигон наран, боржигон ноён, боржигон ням;
Б-О: боржигон овог, боржигон овогт, боржигон олхонууд;
Б-Ө: боржигон өөлд;
Б-П: боржигон пүрэв;
Б-Р: боржигон равдан;
Б-С: боржигон сан, боржигон сансар, боржигон сартуул, боржигон сэцэн, боржигон сод, боржигон соёл, боржигон соён, боржигон сувд, боржигон суурь, боржигон сүмбэр, боржигон сүрэгчин;
Б-Т: боржигин тайж, боржигон тавнагууд, боржигон тавнан, боржигон тавнангууд, боржигон тайж, боржигон тайж нар, боржигон тайжууд, боржигон торгууд, боржигон төмөр, боржигон тугчин, боржигон түмэн, боржигон түшээт, боржигон тэнгэр;
Б-У: боржигон улаан, боржигон урианхад, боржигон уул;
Б-Х: боржигин хайрхан, боржигин халх, боржигин хиа, боржигин хиад, боржигин хиат, боржигон хаад, боржигон хаан, боржигон хад, боржигон хайрхан, боржигон халх, боржигон хан, боржигон хангай, боржигон харваач, боржигон харчин, боржигон хас, боржигон хатиган, боржигон хиа, боржигон хиад, боржигон хиат, боржигон хияд, боржигон хоро, боржигон хороо, боржигон хөх, боржигон хүрээ;
Б-Ц: боржигон цагаан, боржигон цахар, боржигон цахир, боржигон цоохор, боржигон цэцэг;
Б-Ч: боржигон чоно, боржигон чонос;
Б-Ш: боржигон шар, боржигон шарнууд;
Б-Э: боржигон эмч;
В: ван боржигон, воржигон;
Г: га боржигон, гаа боржигон, гал боржигон, галт боржигон, ган боржигон, ганга боржигон, ганжуур боржигон, гиа боржигон, го боржигон, говь боржигон, гоо боржигон, гоц боржигон, гуа боржигон, гучин боржигон, гүн боржигон, гэсэр боржигон;
Д: далай боржигон, дархан боржигон, дарцаг боржигон, дарь боржигон, дарьганга боржигон, дов боржигон, догшин боржигон, долоод боржигон, долоон боржигон, дорги боржигон, дөл боржигон, дөт боржигон, дуут боржигон, дууч боржигон, дэлбээ боржигон, дээд боржигон, дээж боржигон;
Е: ег боржигон, егөө боржигон, ер боржигон, есөн боржигон;
Ё: ёст боржигон;
Ж: жа боржигон, жаа боржигон, жаал боржигон, жанжин боржигон, жаран боржигон, жаргалант боржигон, жижиг боржигон, жинс боржигон, жинчин боржигон, жүрхэн боржигон;
З: заан боржигон, заг боржигон, залаа боржигон, зам боржигон, зана боржигон, засаг боржигон, зах боржигон, захирагч боржигон, зогсоол боржигон, зоргол боржигон, зөрүү боржигон, зурмал боржигон, зурхайч боржигон, зуун боржигон, зуут боржигон, зүрхэн боржигон, зүүн боржигон, зэв боржигон;
И: идэр боржигон, идэрмэг боржигон, их боржигон, ихэр боржигон, иш боржигон;
К: киад боржигон;
Л: луу боржигон;
М: могой боржигон, модун боржигон, монгол боржигон, морьт боржигон, морьтон боржигон, мөнгөн боржигон, мөнх боржигон, мэргэ боржигон, мэргэн боржигон, мянган боржигон;
Н: наран боржигон, ноёд боржигон, ням боржигон;
О: онход боржигон, ордос боржигон, орхон боржигон:
Ө: өвөр боржигон, өзөөд боржигон, өөлд боржигон;
С: сайн боржигон, сайн ноён боржигон, сан боржигон, сансар боржигон, сарт боржигон, сартуул боржигон, саруул боржигон, сод боржигон, соёо боржигон, сөнөд боржигон, суут боржигон, сүлд боржигон, сэцэн боржигон;
Т: тавнан боржигон, тайж боржигон, төв боржигон, төмөр боржигон, тугчин боржигон, тэнгэр боржигон;
У: улаан боржигон, уран боржигон, уул боржигон, ухаат боржигон;
Х: хаан боржигон, хайрхан боржгон, хайрхан боржигин, хайрхан боржигон, хан боржигон, хангай боржигон, ханд боржигон, халх боржигон, хар боржигон, хариад боржигон, хас боржигон, хатагин боржигон, хатан боржигон, хатгин боржигон, хатиган боржигон, харц боржигон, харчин боржигон, хаш боржигон, хиа боржигон, хиад боржгин, хиад боржгон, хиад боржигин, хиад боржигод, хиад боржигон, хиад боржигон тайж, хиат боржигин, хиат боржигон, хийд боржигон, хилчин боржигон, хияд боржигон, хият боржигон, хорчид боржигон, хорчин боржигон, хот боржигон, хотгойд боржигон, хөх боржигон (хүхэ боржигон), хүннү боржигон, хүрээ боржигон;
Ц: цагаан боржигон, цаган боржигон, цахар боржигон, цахир боржигон, цэвэр боржигон, цоохор боржигон;
Ч: чин боржигон, чингис боржигон, чонос боржигон, чулуун боржигон;
Ш: шар боржигон, шарнууд боржигон;
Э: эмч боржигон, эр боржигон;
Я: ямаан боржигон, ямаат боржигон.